# 滇西贝母兰
滇西贝母兰（学名：Coelogyne calcicola），为兰科贝母兰属下的一个植物种。